# Hugh Percy (évêque)
Pour les articles homonymes, voir Hugh Percy et Percy.
Hugh Percy (29 janvier 1784 - 5 février 1856) est un évêque anglican qui est évêque de Rochester (1827) et évêque de Carlisle (1827-1856).

## Biographie
Il est né à Londres, le troisième fils d'Algernon Percy (1er comte de Beverley) et de son épouse, Isabella Susannah Burrell, deuxième fille de Peter Burrell et sœur de Peter Burrell (1er baron Gwydyr). Sa mère est la sœur de Frances Julia Burrell, qui épouse Hugh Percy (2e duc de Northumberland), et d'Elizabeth Hamilton, duchesse de Hamilton.
Il fait ses études au Collège d'Eton et au St John's College de Cambridge, où il est diplômé du Cambridge Master of Arts (MA Cantab) en 1805 et du Doctor of Divinity (DD) en 1825; il est admis DD ad eundem à l'Université d'Oxford en 1834 .
Il devient pasteur, puis épouse, le 19 mai 1806, Mary, la fille aînée de Charles Manners-Sutton, Archevêque de Cantorbéry, par qui en 1809 il est nommé à Bishopsbourne et Ivychurch, Kent. En 1810, il est nommé chancelier et prébendaire d'Exeter, postes qu'il conserve jusqu'en 1816. Le 21 décembre 1812, il est nommé chancelier chanoine de la Cathédrale de Salisbury. En 1816, il est nommé par son beau-père à une place de chanoine de la Cathédrale de Canterbury et la même année, il reçoit le stalle de Finsbury à la Cathédrale Saint-Paul de Londres, qu'il occupe jusqu'à sa mort. En 1822, il est nommé archidiacre de Canterbury et, en 1825, à la mort de Gerrard Andrewes, il est promu Doyen de Cantorbéry. Pendant qu'il est Doyen de Cantorbéry il commence la réparation de l'intérieur de la cathédrale. Deux ans plus tard (15 juillet 1827), à la mort de Walker King, il est consacré évêque de Rochester; après quelques mois de mandat, il est transféré, à la mort de Samuel Goodenough, à Carlisle, poste qu'il occupe jusqu'à sa mort.
En 1838, Percy fonde une société d'aide au clergé et, en 1855, une société d'éducation diocésaine. Il trouve Rose Castle, la résidence épiscopale, très délabrée. Il fait appel à l'architecte Thomas Rickman, et la maison est entièrement rénovée. Le coût principal est pris en charge par les revenus épiscopaux, mais il dépense son propre argent dans les jardins, les terrains et les dépendances. Une roseraie est créée par Joseph Paxton, qui a également formé les jardins en terrasses. Il aimait l'agriculture et, lors de ses voyages à destination et en provenance de Londres, pour aller à la Chambre des Lords, il conduisait lui-même ses quatre chevaux. Il est décédé à Rose Castle et est enterré dans le cimetière paroissial de Dalston.

## Famille
La première épouse de Percy, Mary Manners-Sutton, dont il a trois fils et huit filles, meurt en septembre 1831. Il épouse, en secondes noces, en février 1840, Mary, la fille du vice-amiral Sir William Hope Johnstone (en). Son fils aîné, Algernon, est major dans le Shropshire Yeomanry et épouse Emily, fille de l'évêque Reginald Heber ; elle est l'héritière de son oncle, Richard Heber et, en 1847, il prend le nom de famille supplémentaire de Heber, devenant Algernon Heber-Percy, après avoir hérité des domaines de sa famille à Hodnet et Airmyn . Son deuxième fils, Henry Percy, est également prêtre anglican (recteur de Greystoke, Cumbria) . Une de ses filles, Gertrude, épouse William Amherst (2e comte Amherst) .